# Felipe Zetter
Felipe Zetter (Guanajuato, 3 luglio 1923 – Guadalajara, 15 marzo 2013) è stato un calciatore messicano, di ruolo difensore.

## Carriera
Con la Nazionale messicana ha preso parte ai Mondiali 1950.

## Palmarès

### Club

#### Competizioni nazionali
- Coppa del Messico: 2

Atlas: 1945-1946, 1949-1950